# Labradorescenza

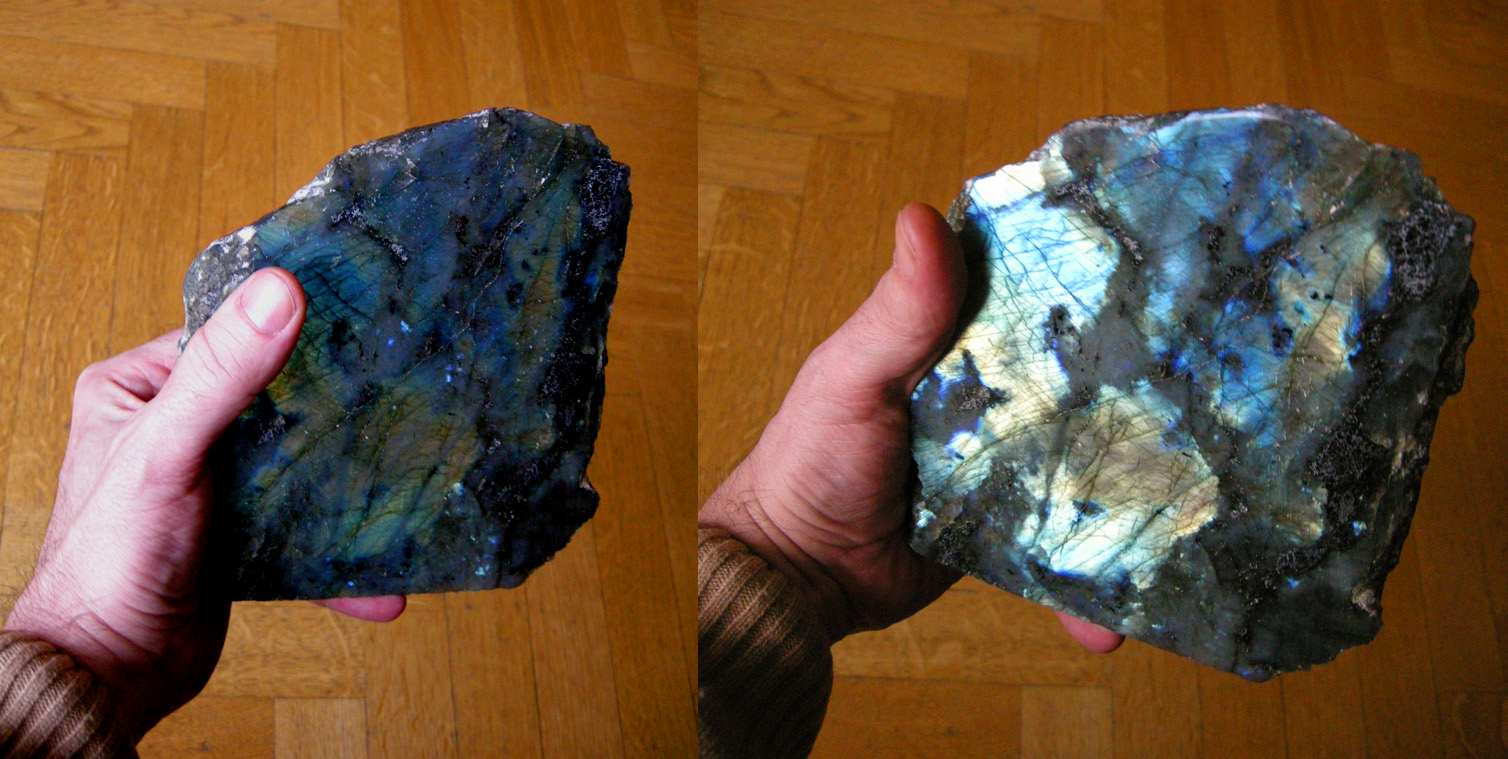
Labradorescenza in un esemplare di labradorite.

In gemmologia si definisce labradorescenza un effetto ottico di iridescenza che si manifesta come un colore vivido che cambia muovendo la pietra.
L'effetto si origina dall'interferenza dovuta alla presenza di vari strati laminari all'interno del minerale.
La labradorescenza è caratteristica di alcuni minerali tra cui l'ortoclasio e la labradorite, nella quale fu osservata per la prima volta e da cui prende il nome.